# Bimbo's Express
Bimbo's Express (Transportes rápidos Bimbo), es un corto de animación estadounidense de 1931, de la serie Talkartoons. Fue producido por los estudios Fleischer y distribuido por Paramount Pictures. En él aparecen Betty Boop y Bimbo.

## Argumento
Bimbo acude con sus ayudantes a casa de Betty Boop para hacer la mudanza. Bimbo, galante, empieza a cortejar a la muchacha mientras van cargando el carromato con todos los enseres a trasladar.

## Realización
Bimbo's Express es la vigesimoquinta entrega de la serie Talkartoons (dibujos animados parlantes) y fue estrenada el 22 de agosto de 1931.
Bimbo canta "Hello Beautiful", canción de ese mismo año, con la voz de Maurice Chevalier. La voz de Betty pertenece a Mae Questel.